# Ereis sumatrensis
Ereis sumatrensis är en skalbaggsart som beskrevs av Charles Joseph Gahan 1907. Ereis sumatrensis ingår i släktet Ereis och familjen långhorningar. Inga underarter finns listade i Catalogue of Life.